# Marianna Leporace
Marianna dos Santos Leporace (Rio de Janeiro, 15 de julho de 1966), é uma cantora, atriz, jornalista e produtora brasileira e que atua em diversas áreas culturais.

## Biografia
Atuou no musical “Tu Pisas nos Astros, Distraído”, de Clóvis Levy, baseado na vida e na obra do compositor Orestes Barbosa e também em diversos musicais infantis, dirigidos por Karen Acioly.
Participa de gravações de CDs, trilhas sonoras de programas de TV e cinema, jingles e fez dublagens cantadas e aberturas de desenhos animados. Seus trabalhos de mais destaque nessa área são a abertura das séries “Winx Club”, "Mike, Lu e Og", "Corrector Yui" e "Hamtaro".
Em 1993, gravou a canção "Paraíso", de autoria de Danilo Caymmi e Dudu Falcão, para a trilha sonora da novela Mulheres de Areia exibida pela Rede Globo.
Ao lado da pianista Sheila Zagury, gravou o CD “São Bonitas as Canções”, com as parcerias para teatro de Chico Buarque e Edu Lobo, com a participação dos autores. Com esse trabalho, apresentou-se durante três anos pelo Rio de Janeiro e também no Festival de Teatro de Curitiba (2001).
Entre 2002 e 2004, lançou os 3 CDs da série "Pop Acústico" gravados pela Deck Disc, com músicas do universo “pop” em inglês. Em 2003 participou do grupo “O Quinto”, com o qual gravou um CD de músicas folclóricas e viajou em turnê por 48 cidades do Brasil , passando por treze estados.
Formou um duo de voz e violão com o violonista Willians Pereira. Juntos gravaram em 2004 pelo selo Mills Records, o CD “A Canção, a Voz e o Violão”. O show desse projeto, passou por diversas casas no Rio de Janeiro, Brasília, Minas Gerais e São Paulo. 
Gravou também em 2004 o CD “Lucidez” com composições de Alexandre Lemos, lançado pela Internet e participou do CD “As Filhas da Bossa”, produzido por Kazuo Yoshida, para o selo Aosis no Japão.
Ainda em 2004 formou o trio vocal Folia de 3, com as cantoras Cacala Carvalho e Eliane Tassis. Em novembro de 2005, o grupo lançou o CD “Pessoa Rara” em homenagem aos 60 anos do compositor Ivan Lins, que também participou do disco e presenteou o trio com uma canção inédita, em parceria com a escritora Lya Luft, chamada "Canção Quase Duas".
Em 2006, a cantora se dedicou aos shows de divulgação do trio Folia de 3, com destaque para o Tim Festival de Governador Valadares e a participação no show de lançamento do CD “Acariocando”, de Ivan Lins, no Canecão. Esse foi também o ano em que o CD “Marianna Leporace Canta Baden Powell”, também produzido por Kazuo Yoshida, foi lançado no Japão e em 2007 no Brasil pelo selo Mills Records.